# Dicranomyia alfaroi
Dicranomyia alfaroi är en tvåvingeart som beskrevs av Alexander 1922. Dicranomyia alfaroi ingår i släktet Dicranomyia och familjen småharkrankar. Inga underarter finns listade i Catalogue of Life.